# کریستال بیچ (اوتاوا)

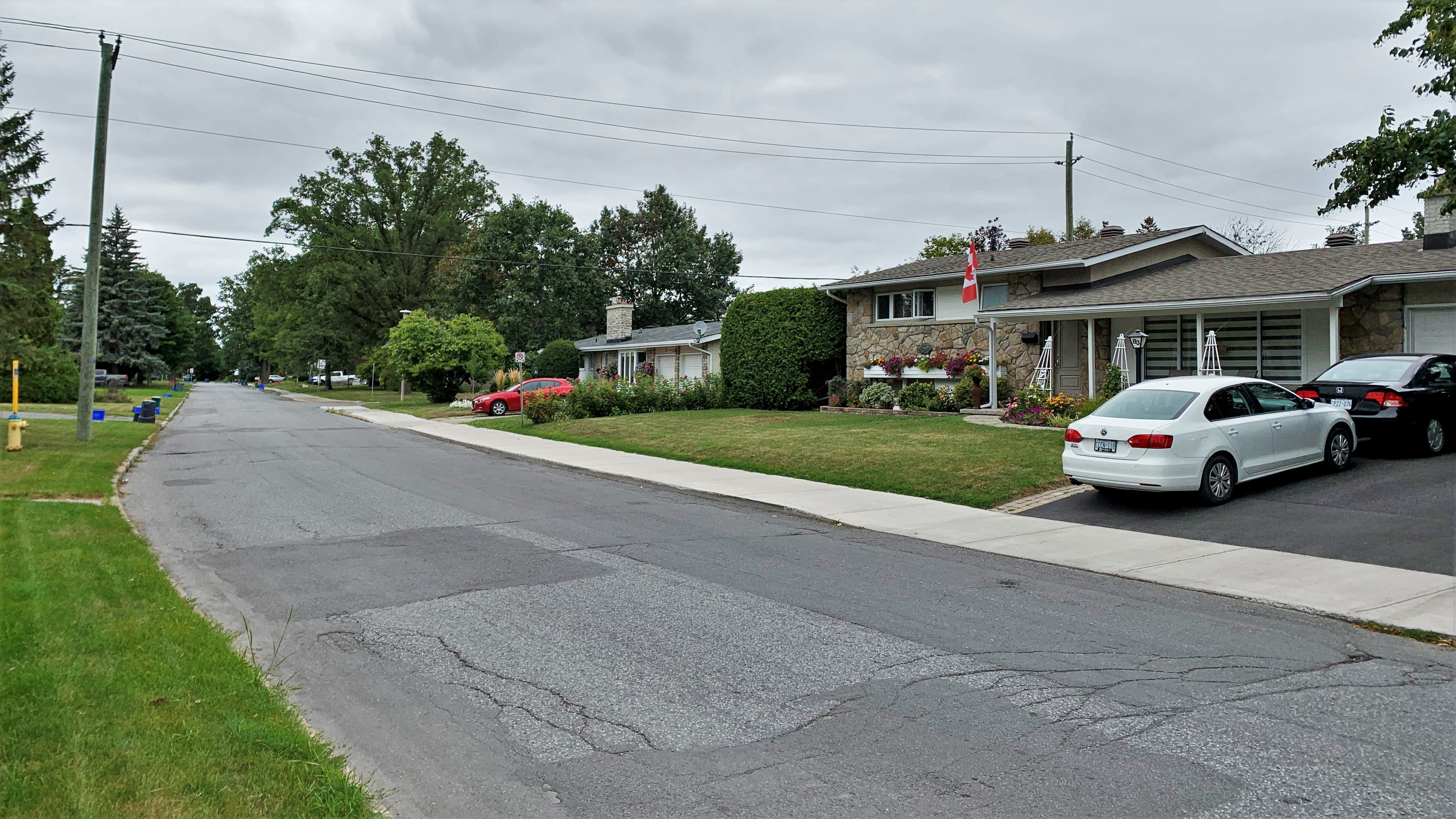

کریستال بیچ، اوتاوا (انگلیسی: Crystal Beach, Ottawa) محله ای در بی وارد در انتهای غربی اتاوا)، انتاریو، کانادا است. قبل از ادغام در سال ۲۰۰۱ در شهر نپئن، انتاریو بود. این محله مثلثی شکل است و مرزهای آن را می‌توان به‌طور کلی به‌عنوان خیابان کارلینگ در شمال شرقی، مودی درایو در غرب و جاده کورکس‌تاون در جنوب توصیف کرد.